# Amphiareion

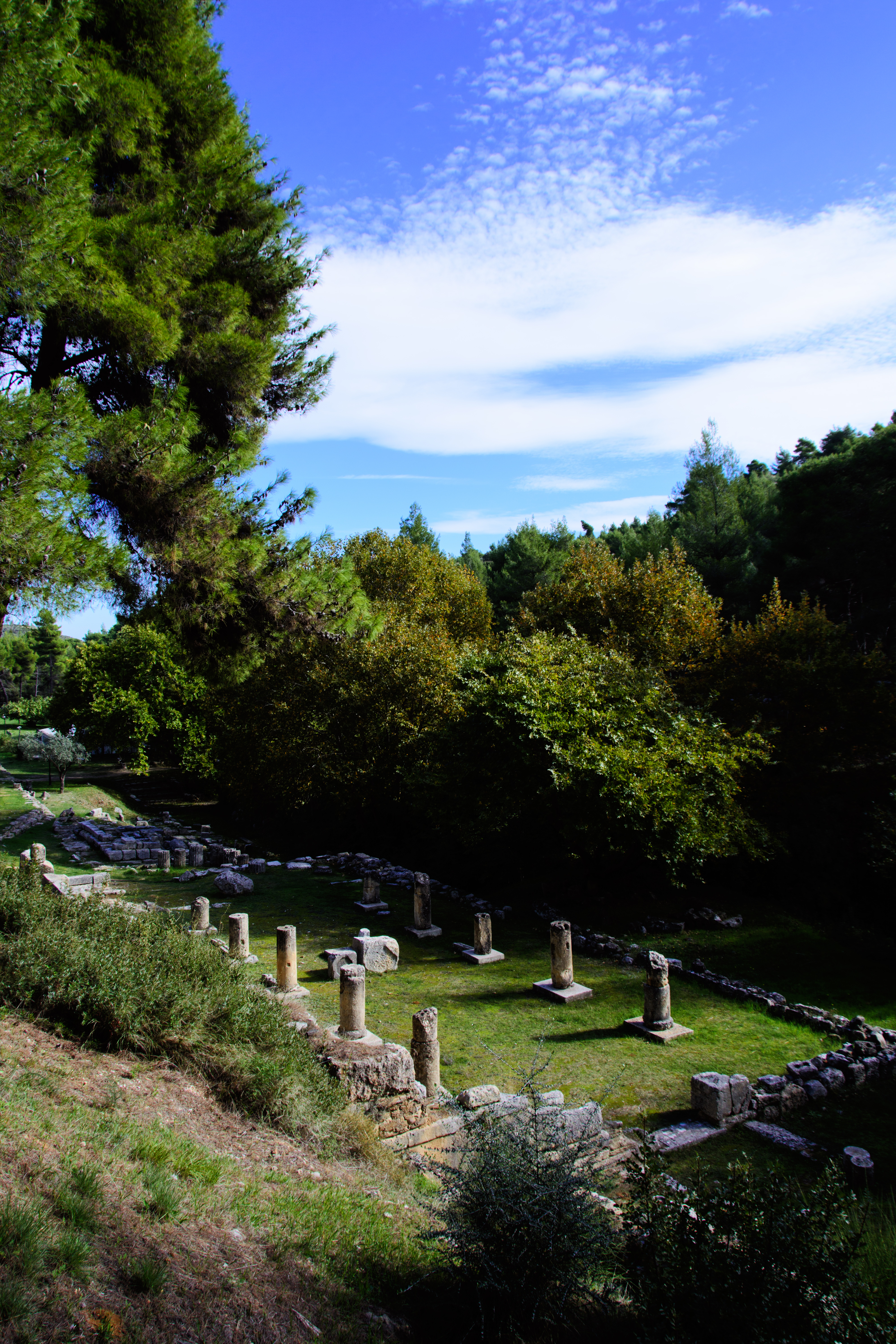
Ruinen des Amphiaraos-Tempel

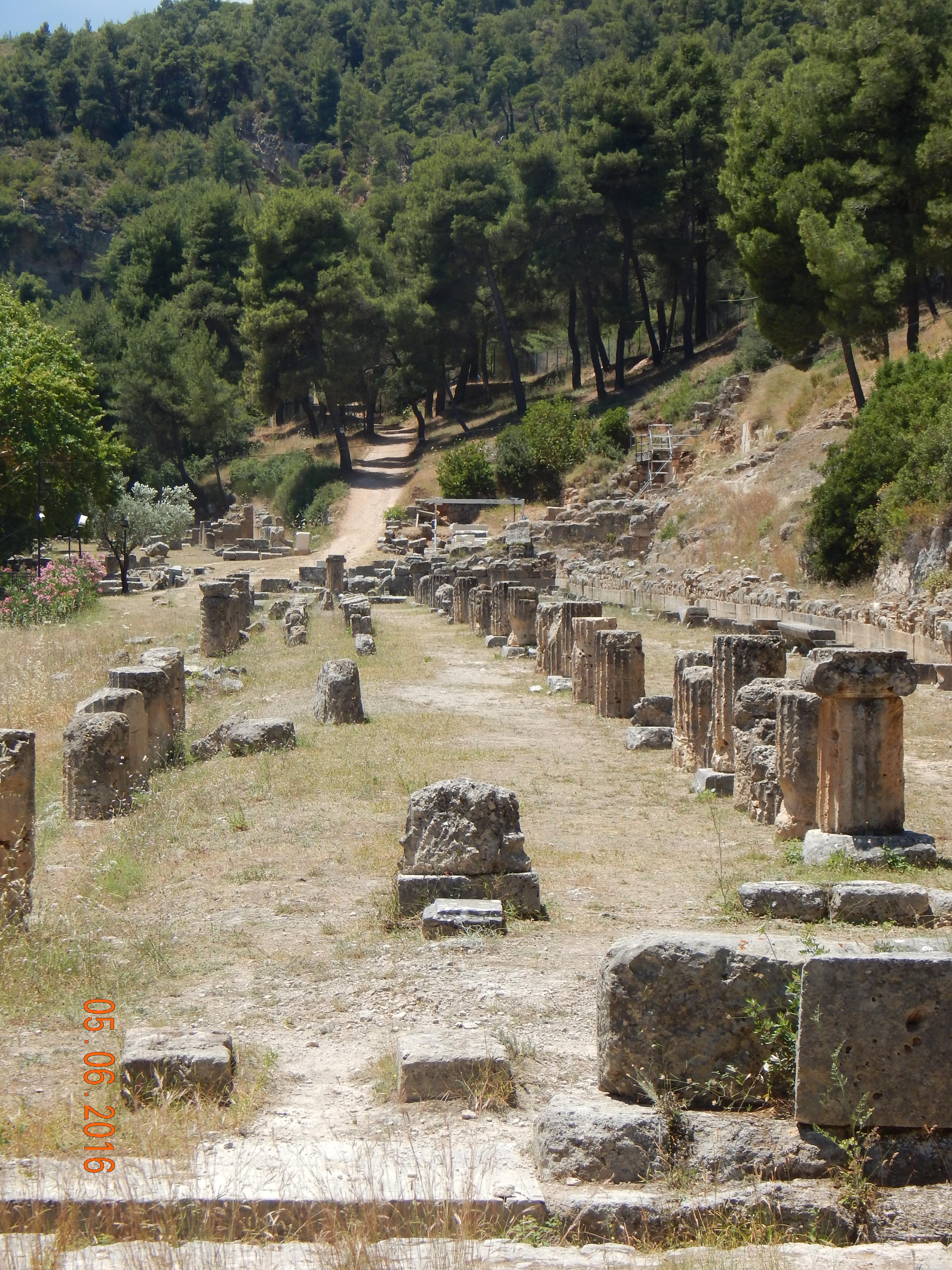
Reste der Stoa (Säulenhalle)

Skizze der Anlage
1. Amphiaraos-Tempel; 2. kleiner Tempel; 3. Altar; 4. frühere Theaterstätte; 5. heilige Quelle; 6. Klepsydra; 7. sog. Männerbad; 8. Terrasse mit Votivstatuen; 9. Theater; 10. Stoa (Säulenhalle); 11. sog. Frauenbad

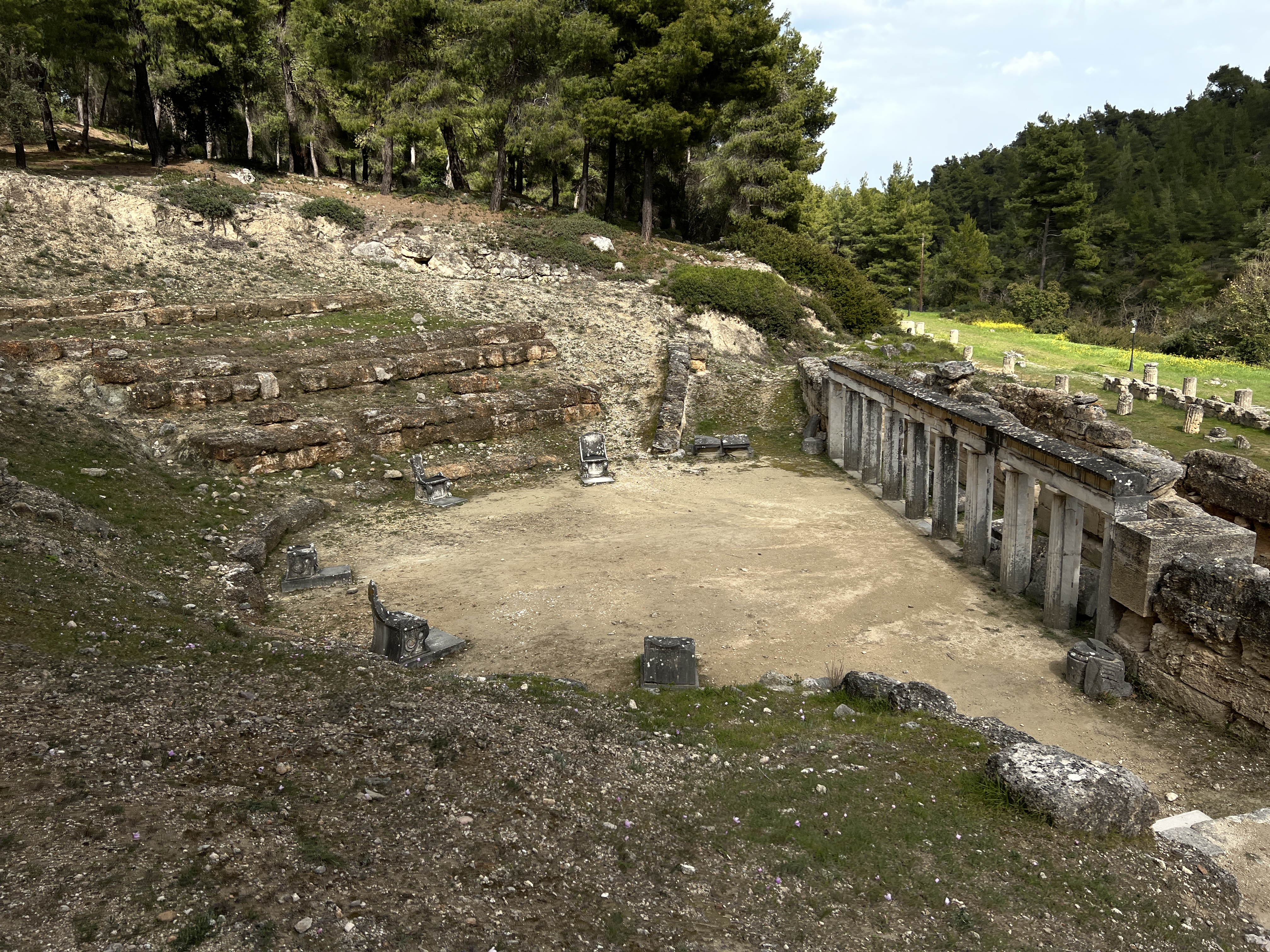
Das Theater

Das Heiligtum Amphiareion oder Amphiaraion von Oropos (altgriechisch Ἀμφιαρεῖον oder Ἀμφιαράϊον Ὠρωποῦ, neugriechisch Αμφιάρειο oder Αμφιαράειο Ωρωπού, Transkription aus dem Neugriechischen Amfiario bzw. Amfiaraio) liegt im Gebiet der antiken Polis Oropos, zwischen Attika und Böotien.

## Geschichte
Das der Verehrung und dem Kult des Heros Amphiaraos gewidmete Heiligtum war in der Antike ein wichtiger Kurort und eine Orakelstätte. Es kann mit dem Asklepieion in Epidauros verglichen werden.
Sein Ruf als Heilstätte wurde während einer in Athen Ende des 5. Jahrhunderts v. Chr. grassierenden Pestepidemie belebt. Nach Herodot soll das Orakel eines von nur zwei Orakeln gewesen sein, die eine von König Krösus von Lydien gestellte Frage richtig beantwortet haben. Das Heiligtum, das gegen Ende des fünften Jahrhunderts v. Chr. gegründet wurde, wurde bereits von Livius und Pausanias beschrieben. Die antike Stadt Oropos, die im Grenzgebiet lag, war Streitobjekt der Mächte Athen und Theben. Seit der Schlacht von Chaironeia war Oropos samt dem etwa 6,5 km außerhalb des eigentlichen Ortes gelegenen Amphiaraosheiligtum in den Händen der Athener, später folgte noch eine Phase der Unabhängigkeit, ehe Oropos im ersten Jahrhundert n. Chr. endgültig an Athen fiel. Infolge dieser politischen Verhältnisse sind in vielen Inschriften aus Oropos athenische Namen zu finden.
Spätestens in hellenistisch-römischer Zeit entwickelte sich ein regelrechter Kur- und Badebetrieb mit längeren Aufenthalten. Als besonderer Förderer tat sich im frühen 1. Jahrhundert v. Chr. der römische Diktator Sulla hervor, in dessen Zeit der Ausbau des Theaters fällt. Da der Gott des Heiligtums einmal ein Mensch gewesen sei, verweigerten in römischer Zeit die Zollpächter die sonst bei Tempeln übliche Steuerfreiheit mit dem Argument, auch eine Apotheose bewirke keine Steuerbefreiung. Als Heilstätte wurde das Amphiareion bis ins 5. Jahrhundert n. Chr. betrieben.
Das Amphiareion ist Gegenstand eines von Philostratos beschriebenen antiken Gemäldes. Es zeigt die Stadt Oropos als Jüngling inmitten der Thalattai, der Allegorien der Meere, sowie das Tor der Träume (pylê oneirôn), neben dem die weißgekleidete Aletheia, die Göttin der Wahrheit, steht und damit anzeigt, dass an diesem Ort der Schlafende die Wahrheit im Traum findet. Der Traum (Oneiros) ist auch abgebildet, der in seinen Händen ein Horn trägt. Homer zufolge gibt es nämlich zwei Pforten der Träume, die eine aus Elfenbein, aus der nur Täuschung und Traumgespinst tritt, die andere aus glattem Horn, aus der die Wahrträume kommen.
1884 wurde das Amphiareion wiederentdeckt und in jahrzehntelanger, mehrfach unterbrochener Arbeit ausgegraben.

## Das Heiligtum
Das Heiligtum ist 37,2 km nördlich von Athen zwischen sanften Hügeln im Tal eines Wildbachs gelegen. Den Mittelpunkt bildete die heilige Quelle zwischen dem großen Altar und dem Wildbach. Hier soll der von Zeus’ Blitz getroffene Heros Amphiaraos wieder aufgetaucht sein. Die Heilkraft der Quelle begründete die Entwicklung des Ortes zur Kureinrichtung.
Der zu Beginn des 4. Jahrhunderts v. Chr. erbaute Amphiaraos-Tempel, dessen Nordseite im Gegensatz zu der vom Bach weggeschwemmten Südseite noch in einer Höhe von bis zu 3 m erhalten ist, war durch zwei Reihen unkannelierter Säulen in drei Schiffe geteilt. Gitter zwischen den Säulen trennten das Mittelschiff mit dem Kultbild des Amphiaraos, einer Akrolith-Statue, als „Allerheiligstes“ ab. An der Eingangsseite befand sich ein Pronaos mit sechs dorischen Säulen sowie zwei Halbsäulen an den Anten, sodass die Front scheinbar aus acht Säulen bestand. 15 m vor dem Tempel steht ein Altar, der mit Maßen von 8,6 × 4 m im Gegensatz zu dem nur 26,6 × 12,9 m großen Tempel unverhältnismäßig groß ist. Nach der Beschreibung von Pausanias war der Altar in fünf Zonen eingeteilt, die jeweils verschiedenen Göttergruppen geweiht waren: die mittlere dem Amphiaraos zusammen mit Hestia, Hermes und Amphilochos, die anderen Herakles, Zeus und Apollo, Aphrodite, Jason, Hygieia und Athena, Pan, den Nymphen und den Flussgöttern Acheloos und Kephissos sowie Heroen.
Nördlich des Tempels steht eine etwa 70 m lange Reihe von Statuenbasen aus hellenistisch-römischer Zeit, auf denen sich Statuen befanden, die die Oropier mächtigen Gönnern des Heiligtums zum Dank stifteten. Eine der Inschriften aus dem Jahr 42 v. Chr. ehrt Marcus Junius Brutus als Tyrannenmörder. Ferner wies die Anlage Bäder, ein Theater, ein Stadion und Gebäude zur Unterbringung und Verköstigung der Besucher auf. Das als Inschrift wieder aufgefundene, nur teilweise erhaltene Kultgesetz weist aus, dass von den Wallfahrern ein Einlassgeld erhoben wurde, dessen Höhe zunächst eine Drachme betrug und alsbald auf eineinhalb Drachmen erhöht wurde. Die Wahl des Opfertieres, von dem der Priester das Schulterblatt erhielt, war freigestellt, auch wenn Pausanias berichtet, die Wallfahrer hätten Widder geopfert und sich auf deren Fell schlafen gelegt, um im Traum den Orakelspruch zu empfangen.
Die Stoa aus der Mitte des 4. Jahrhunderts v. Chr. erstreckt sich mit 39 dorischen Säulen auf einer Länge von 110 m. Innen wurde das Dach von 17 ionischen Säulen getragen, die die Halle in zwei Teile teilten. Ringsum lief eine gediegene Marmorbank. Wie in Epidauros gab es hier eine Liegehalle, ein Koimeterion, in dem sich die Kranken, nachdem sie sich körperlich und seelisch gereinigt und gefastet hatten, zum sogenannten Tempelschlaf niederlegten und dem Traumorakel des heilenden Gottes anvertrauten. Am Ende der Halle war ein Raum abgeteilt, wo die Frauen übernachteten. Ebenfalls wie in Epidauros hinterließen bereits Geheilte Votivgaben und -inschriften. Die Inschrift des Moschos ist der älteste Beleg für einen Juden in Griechenland überhaupt.
Das Theater stammt nach Inschriften aus dem 2. Jahrhundert v. Chr. Es bot nur etwa 300 Zuschauern Platz. Die Sitze bestanden wohl aus Holzelementen auf den in den Fels gehauenen Sitzreihen. Fünf Ehrensessel aus Marmor sind in der ersten Reihe der Sitzplätze rund um die Orchestra mit einem Durchmesser von 12,4 m platziert. Das 1960 wieder aufgerichtete Proszenium (Bühnenhaus) ist gut erhalten. Acht zierliche Monolithe sind als dorische Halbsäulen von 1,90 m Höhe gestaltet und tragen einen Architrav mit einer Weihinschrift.
Gegenüber der heiligen Quelle auf der anderen Seite des Bachbetts befinden sich die Überreste einer gut erhaltenen Klepsydra (Κλεψυδρα, Wasseruhr). Sie bestand aus einem rechteckigen Wasserbehälter in der Mitte, mit einer steilen Treppe als Zugang zum Spundverschluss aus Bronze.

## Die Amphiaraien

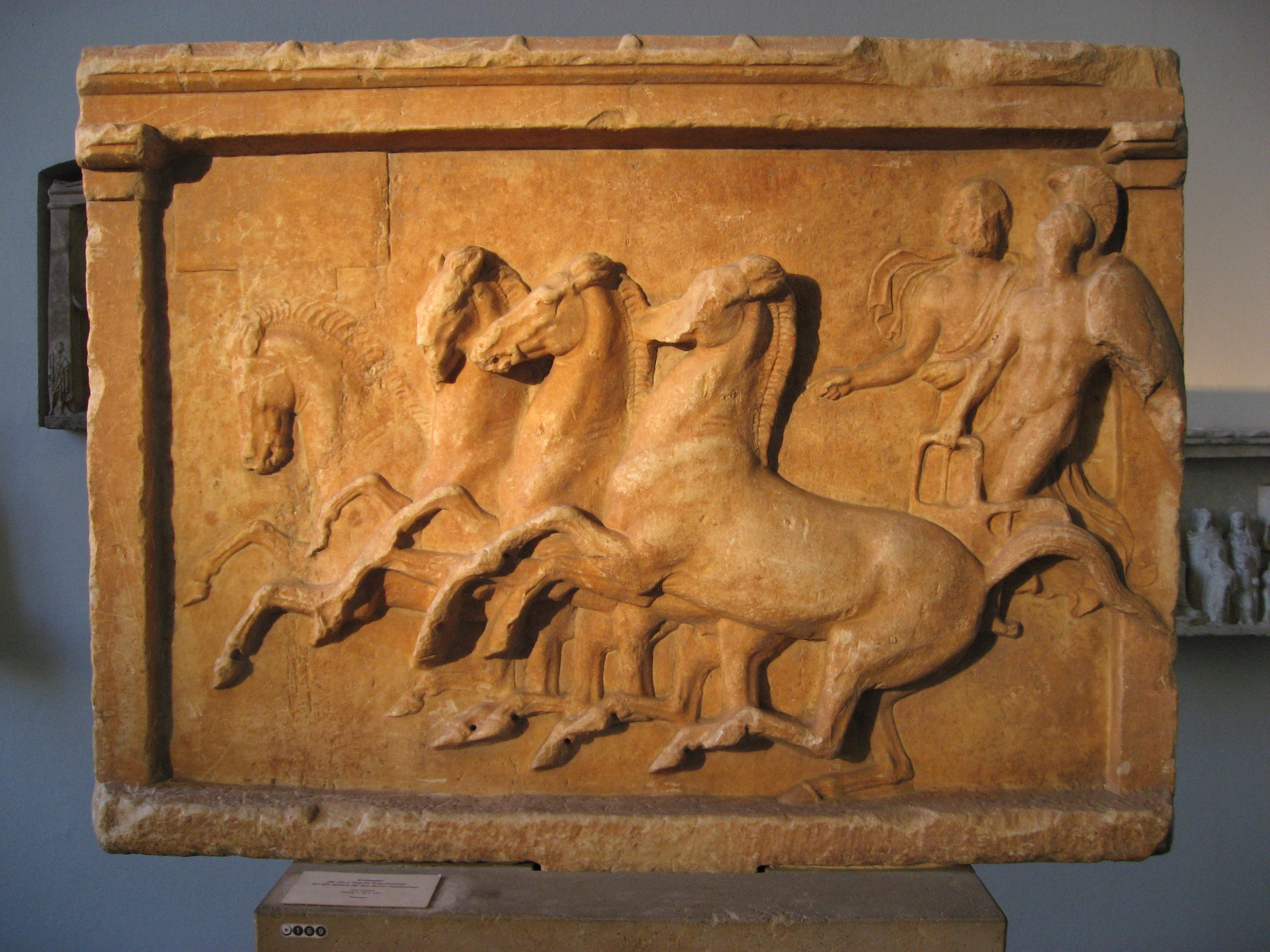
Weihrelief für einen Sieg im Wagenrennen bei den Amphiaraien. Antikensammlung, Berlin. Aus Oropos, Anfang 4. Jh. v. Chr.

Jährlich im Herbst fanden als Kultfest die Amphiaraia (Ἀμφιαράια) statt, alle vier Jahre in größerem Rahmen. Die musischen Wettbewerbe wurden im Theater, die athletischen im – nicht ausgegrabenen – Stadion ausgetragen. Die Inschriften aus dem 4. Jahrhundert v. Chr. bezeugen, dass vor allem Athen an den Wettkämpfen teilnahm. Nach einem römischen Senatsbeschluss von 77 v. Chr. nannte man die Kultfeste „Amphiaraien und Rhomaien“.